# 第26回アジア野球選手権大会日本代表
第26回アジア野球選手権大会日本代表（だい26かいアジアやきゅうせんしゅけんたいかいにっぽんだいひょう）は、2012年11月28日から12月2日まで台湾・台中市で行われた第26回アジア野球選手権大会に出場した野球日本代表チームである。

## 概要
前回大会代表は投手を学生から、野手を社会人から選出したが、今大会はそのような区分けはなく、8月2日に始まった第1次代表候補合宿、10月3日からの第2次代表候補合宿を経て24選手が選出された。うち大学生は3選手。
大会は参加6チームによる総当たりリーグ戦で行われ、日本チームは5戦全勝、うち4試合は完封勝利を挙げ、大会史上初となる5連覇を達成した。

## 代表メンバー
No.は背番号。所属は選出当時。備考は大会での記録・タイトル、その後のNPB経歴。
| 位置     | No. | 氏名       | 所属                 | 備考                                                           |
| -------- | --- | ---------- | -------------------- | -------------------------------------------------------------- |
| 団長     |     | 岩井美樹   | 国際武道大学監督     |                                                                |
| 副団長   |     | 坂口雅久   | 元立教大学監督       |                                                                |
| 監督     | 30  | 小島啓民   | 長崎県庁             | 三菱重工長崎からの出向                                         |
| コーチ   | 33  | 堀井哲也   | JR東日本監督         |                                                                |
| コーチ   | 35  | 善波達也   | 明治大学監督         |                                                                |
| コーチ   | 36  | 中島彰一   | 元住友金属鹿島監督   |                                                                |
| スタッフ |     | 篠原正道   | 日本野球連盟         | マネージャー                                                   |
| スタッフ |     | 草場昭宏   | トヨタ自動車         | トレーナー                                                     |
| スタッフ |     | 丸山哲     | スポーツプログラムス | トレーナー                                                     |
| スタッフ |     | 尾崎俊彦   | ミズノ               | 用具担当                                                       |
| 投手     | 14  | 新垣勇人   | 東芝                 | 日本ハム（2013 - 2018）                                        |
| 投手     | 15  | 秋吉亮     | パナソニック         | 最高勝率（1.000）、ヤクルト（2014 - 2018）→日本ハム（2019 - ） |
| 投手     | 16  | 吉永健太朗 | 早稲田大学           |                                                                |
| 投手     | 17  | 片山純一   | JR東日本             | 最優秀選手賞                                                   |
| 投手     | 18  | 大瀬良大地 | 九州共立大学         | 広島（2014 - ）                                                |
| 投手     | 19  | 大城基志   | JX-ENEOS             |                                                                |
| 投手     | 20  | 濱野雅慎   | JR九州               |                                                                |
| 投手     | 21  | 吉田一将   | JR東日本             | オリックス（2014 - ）                                          |
| 捕手     | 12  | 石川修平   | JR東日本             |                                                                |
| 捕手     | 27  | 中野滋樹   | JR九州               |                                                                |
| 捕手     | 28  | 二葉祐貴   | トヨタ自動車         |                                                                |
| 一塁手   | 5   | 井上晴哉   | 日本生命             | ロッテ（2014 - ）                                              |
| 一塁手   | 25  | 山川穂高   | 富士大学             | 西武（2014 - ）                                                |
| 二塁手   | 3   | 山本真也   | 日本生命             |                                                                |
| 二塁手   | 10  | 吉田潤     | 東芝                 |                                                                |
| 三塁手   | 4   | 岩本康平   | NTT東日本            |                                                                |
| 三塁手   | 6   | 多幡雄一   | Honda                |                                                                |
| 遊撃手   | 7   | 田中広輔   | JR東日本             | 最優秀守備選手賞、広島（2014 - ）                              |
| 遊撃手   | 8   | 川戸洋平   | Honda                |                                                                |
| 外野手   | 2   | 堀越匠     | 新日鐵住金鹿島       | 首位打者（.455）、最多打点（7）                                |
| 外野手   | 9   | 井領雅貴   | JX-ENEOS             | 中日（2015 - 2021 ）                                           |
| 外野手   | 13  | 藤島琢哉   | JR九州               |                                                                |
| 外野手   | 26  | 林稔幸     | 富士重工業           |                                                                |
| 外野手   | 29  | 松本晃     | JR東日本             |                                                                |

## 合宿参加選手
第1次、第2次合宿に参加した代表メンバー以外の選手は以下のとおり。所属は代表候補選出当時。備考の◎は第1次・第2次ともに招集された選手、★は第2次のみ招集された選手。
| 位置   | 氏名         | 所属           | 備考 |
| ------ | ------------ | -------------- | ---- |
| 投手   | 岡大海       | 明治大学       |      |
| 投手   | 東明大貴     | 富士重工業     |      |
| 投手   | 鹿沼圭佑     | JFE東日本      |      |
| 投手   | 浦野博司     | セガサミー     |      |
| 投手   | 井納翔一     | NTT東日本      | ◎    |
| 投手   | 三上朋也     | JX-ENEOS       |      |
| 投手   | 宇田川雄一郎 | 三菱自動車岡崎 | ◎    |
| 投手   | 髙橋朋己     | 西濃運輸       |      |
| 投手   | 松永昂大     | 大阪ガス       |      |
| 投手   | 吉原正平     | 日本生命       |      |
| 投手   | 九里亜蓮     | 亜細亜大学     | ★    |
| 投手   | 野村健太     | 日本通運       | ★    |
| 投手   | 山中浩史     | Honda熊本      | ★    |
| 捕手   | 梅野隆太郎   | 福岡大学       |      |
| 一塁手 | 石岡諒太     | JR東日本       |      |
| 一塁手 | 服部政樹     | 東芝           | ◎    |
| 二塁手 | 中村奨吾     | 早稲田大学     |      |
| 三塁手 | 宮﨑敏郎     | セガサミー     | ◎    |
| 遊撃手 | 野中祐也     | 国際武道大学   |      |
| 遊撃手 | 宮崎雅史     | 三菱重工神戸   | ◎    |
| 外野手 | 髙山俊       | 明治大学       |      |
| 外野手 | 北道貢       | NTT東日本      |      |
| 外野手 | 越前一樹     | NTT東日本      |      |
| 外野手 | 大河原正人   | 東芝           |      |
| 外野手 | 長谷川雄一   | ヤマハ         |      |
| 外野手 | 田中宗一郎   | パナソニック   | ◎    |

## 試合結果
- 第1戦（11月28日）　日本　2－1　チャイニーズ・タイペイ
- 第2戦（11月29日）　日本　13－0　パキスタン　（7回コールド）
- 第3戦（11月30日）　日本　1－0　フィリピン　（7回降雨コールド）
- 第4戦（12月1日）　日本　4－0　韓国
- 第5戦（12月2日）　日本　10－1　中国

5戦全勝で優勝